# Ödenpullach 3

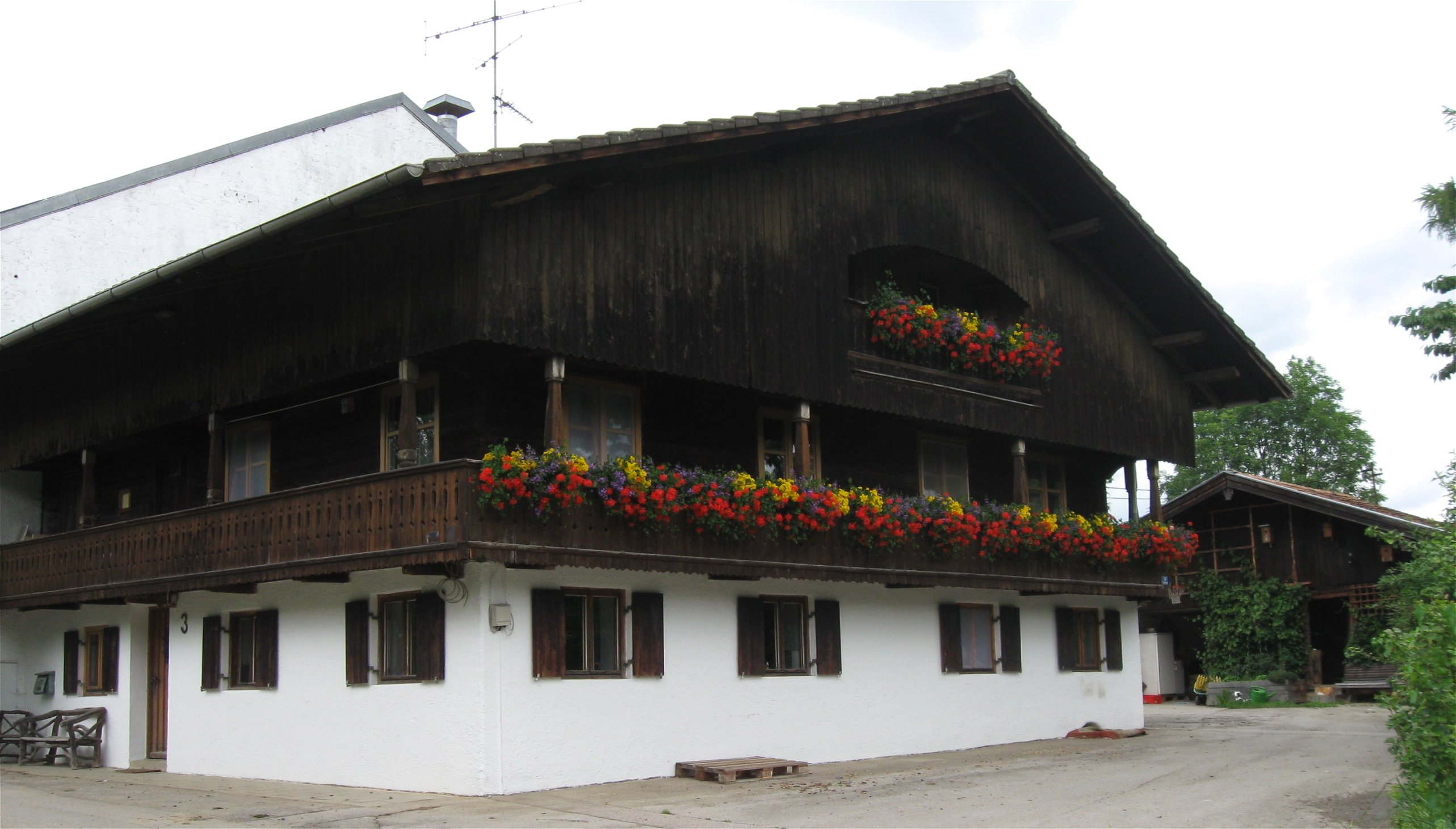
Bauernhaus Ödenpullach 3

Das Haus Nr. 3 in dem Ortsteil Ödenpullach der oberbayerischen Gemeinde Oberhaching ist ein Bauernhof. Der Wohnteil des Bauernhofs ist als Baudenkmal in die Bayerische Denkmalliste eingetragen.

## Lage
Der Bauernhof liegt in der Ortsmitte an der Straße zwischen Deisenhofen und Großdingharting.

## Beschreibung
Der Wohnteil des Einfirsthofs ist ein zweigeschossiger Bau vom Anfang des 18. Jahrhunderts mit einem Blockbau-Obergeschoss und Satteldach. Das Obergeschoss hat einen dreiseitig umlaufenden Balkon, der Ostgiebel des Dachgeschosses eine verbretterte Hochlaube.
Nördlich des Wohnteils steht ein ehemaliger Getreidekasten aus dem 18. Jahrhundert, der ebenfalls unter Denkmalschutz steht. Der Blockbau aus dem 17. bis 18. Jahrhundert ist in einen jüngeren Bau integriert.